# Dewoitine D.332
O Dewoitine D.332 foi uma aeronave francesa de oito passageiros da década de 1930 construído pela Dewoitine.

## Desenvolvimento
O D.332 era um monoplano de asa baixa cantilever todo em metal. O piloto e o co-piloto estavam sentados lado a lado em uma cabine localizada à frente do bordo de ataque da asa. Uma estação de operador de rádio estava localizada atrás dos pilotos e tinha uma cabine de passageiros para oito passageiros. O trem de pouso tinha carenagem nas pernas do trem principal.

### Operação
A aeronave voou pela primeira vez em 11 de julho de 1933, alimentada por três motores radiais Hispano-Suiza 9V. O protótipo recebeu o nome de Émeraude e realizou voos de demonstração pelas capitais europeias. O Émeraude ganhou um recorde de classe mundial em 7 de setembro de 1933, quando voou um curso de 1.000 quilômetros (621 milhas) com uma carga útil de 2.000 kg (4.410 lb) a uma velocidade média de 159,56 km/h (99,1 mph).

## Variantes
- D.332: Emeraude, protótipo de aeronave com oito lugares. Um construído.
- D.333: Aeronave de produção com dez lugares. Três construídos.
- D.338: Versão melhorada com trem de pouso retrátil.

## Operadores
França
- Air France

 Argentina
- Líneas Aéreas del Estado
- Força Aérea Argentina

## Acidentes e incidentes
- 15 de janeiro de 1934: o Dewoitine D.332, enquanto voava Lyon, na França, para o aeroporto de Paris-Le Bourget, nos arredores de Paris; a etapa final de um voo que começou em 5 de janeiro em Saigon, na Indochina Francesa, com escalas em Carachi, na Índia britânica; Bagdá, Iraque; Marselha, França e Lyon; o protótipo Emeraude, operando para a Air France e registrado como F-AMMY, caiu em uma tempestade de neve em Corbigny, na França, matando todas as dez pessoas a bordo. O acidente provavelmente ocorreu devido à formação de gelo.[1]

## Especificações
Fontes:
Características gerais

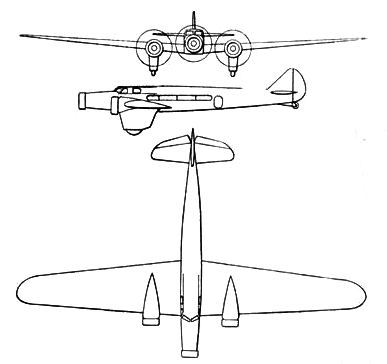
Desenho de 3 vistas Dewoitine D.332 de L'Aérophile em outubro de 1933.

- Tripulação: 4 (dois pilotos, operador de rádio e um mecânico)
- Capacidade: 8 passageiros
- Comprimento: 18,95 m (62 pés 2 pol)
- Envergadura: 29 m (95 pés 2 pol)
- Altura: 5,356 m (17 pés 7 pol)
- Área da asa: 96 m 2 (1.030 pés quadrados)
- Peso vazio: 5.280 kg (11.640 lb)
- Peso máximo de decolagem: 9.350 kg (20.613 lb)
- Motor: 3× Hispano-Suiza 9V 9 cilindros radiais refrigerados a ar motores de pistão, 429 kW (575 hp) cada
- Hélices: hélices de passo variável de 2 pás

Atuação
- Velocidade máxima: 300 km/h (190 mph, 160 kn)
- Velocidade de cruzeiro: 250 km/h (160 mph, 130 kn)
- Alcance: 2.000 km (1.200 mi, 1.100 nmi)
- Teto de serviço: 6.300 m (20.700 pés)
- Tempo para altitude: 4.000 m (13.123 pés) em 17 minutos e 30 segundos